# Cheloterma invidiosa
Cheloterma invidiosa är en fjärilsart som beskrevs av Edward Meyrick 1933. Cheloterma invidiosa ingår i släktet Cheloterma och familjen Crambidae. Inga underarter finns listade i Catalogue of Life.